# Calliopsis zonalis
Calliopsis zonalis là một loài Hymenoptera trong họ Andrenidae. Loài này được Cresson mô tả khoa học năm 1879.